# Héctor Hernán Sánchez
Héctor "Pocholo" Sánchez (Buenos Aires, 5 de febrero de 1969) fue un jugador de fútbol argentino. Se destacó en Nueva Chicago por lograr ascensos en 1991 y en 2001.

## Trayectoria
• Inicios
Pocholo Sánchez debutó en Nueva Chicago el 11 de febrero de 1989, aquel encuentro en Mataderos fue victoria del Torito por 2-0 contra Defensores Unidos. En 1990 se afianzó en el equipo titular y fue pieza clave del ascenso a la Primera B Nacional en 1991 conseguido en Entre Ríos.
• Ascenso con Unión y debut en la "A"
Luego de seis temporadas consecutivas con el verdinegro fue a Santa Fe para jugar en Unión. Allí consiguió el ascenso a Primera División y luego disputó nueve partidos en la máxima categoría del Fútbol Argentino. El 27 de noviembre de 1996 convirtió por única vez en Primera cuando el Tatengue venció por 2-0 a Gimnasia de Jujuy, encuentro correspondiente a la fecha 15 del Apertura 1996.
• Regreso al ascenso y primera experiencia en el exterior
Luego regresó al Nacional B para jugar en Almirante Brown de Arrecifes por pedido expreso de Rodolfo Motta, entrenador que supo dirigirlo en Nueva Chicago. Un año más tarde firmó en Aldosivi.
En 1999 fichó por primera vez en el exterior para vestir los colores de Sporting Cristal de Perú. En el conjunto cervecero se destacó por convertir 8 goles en 21 partidos aunque no renovó su vínculo en la siguiente temporada. Su segundo club en el país incaico fue Alianza Lima, allí disputó 28 partidos y se destacan cuatro compromisos por Copa Libertadores.
• Segundo ascenso con Chicago
En el año 2000 retornó a Nueva Chicago y fue capitán del equipo que consiguió el ascenso a Primera División. Un dato destacado de Pocholo jugando en el Torito de Mataderos es que logró ser el primer jugador en la historia del club en convertir un gol en cinco provincias diferentes: Mendoza (1991), Córdoba (1991 y 2001), Chaco (1993), Santa Fe (1993) y Entre Ríos (2001).
• Lejos de Mataderos
Pocholo no tuvo la fortuna de continuar en Mataderos para jugar en Primera y se vio forzado a buscar nuevos desafíos en otros clubes como Godoy Cruz de Mendoza, Juan Aurich (segundo por Perú) y Patronato de Paraná, entre otros. Terminó su carrera a los 40 años en el Torneo Argentino C.
• Partido homenaje
Héctor Sánchez tiene el honor de ser, junto con Gustavo González, Mario Marcelo y Ariel Jesús, uno de los cuatro jugadores de Nueva Chicago que fueron agasajados con un partido homenaje. Dicha celebración se realizó el 7 de junio de 2014 en el estadio.

## Clubes
| Equipo                      | País          | Año           | Partidos | Goles |
| --------------------------- | ------------- | ------------- | -------- | ----- |
| Nueva Chicago               | Argentina     | 1989-1995     | 168      | 21    |
| Unión                       | Argentina     | 1995-1997     | 44       | 8     |
| Almirante Brown (Arrecifes) | Argentina     | 1997-1998     | 34       | 11    |
| Aldosivi                    | Argentina     | 1998-1999     | 20       | 1     |
| Sporting Cristal            | Perú          | 1999          | 21       | 8     |
| Alianza Lima                | Perú          | 2000          | 28       | 5     |
| Nueva Chicago               | Argentina     | 2000-2001     | 27       | 3     |
| Godoy Cruz                  | Argentina     | 2001-2002     | 7        | 0     |
| Juan Aurich                 | Perú          | 2002-2003     | 10       | 0     |
| Patronato                   | Argentina     | 2004          | 3        | 0     |
| Total carrera               | Total carrera | Total carrera | 362      | 57    |

## Palmarés
| Logro                        | Club          | País      | Año  |
| ---------------------------- | ------------- | --------- | ---- |
| Ascenso a Primera B Nacional | Nueva Chicago | Argentina | 1991 |
| Ascenso a Primera División   | Unión         | Argentina | 1996 |
| Ascenso a Primera División   | Nueva Chicago | Argentina | 2001 |